# Iguchi Ryoto
Iguchi Ryoto (sinh ngày 21 tháng 1 năm 2001) là một cầu thủ bóng đá người Nhật Bản.

## Sự nghiệp câu lạc bộ
Iguchi Ryoto hiện đang chơi cho FC Ryukyu.